# وزارة التسامح والتعايش (الإمارات العربية المتحدة)

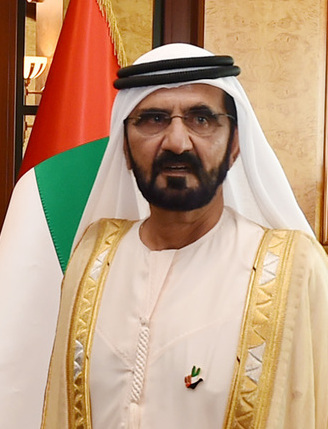
الشيخ محمد بن راشد آل مكتوم صاحب فكرة تأسيس الوزارة.

وزارة التسامح والتعايش، تأسست عام 2016م تحت مسمّى وزارة التسامح، وظلت كذلك حتى عام 2020م، ثم تغيّر مسماها إلى وزارة التسامح والتعايش. هي وزارة حكومية في دولة الإمارات العربية المتحدة مسؤولة عن تنظيم والحفاظ على التسامح الديني والتعايش بين مختلف المجتمعات المحلية والخارجية في الدولة و ترسيخ قيم التسامح، والتعددية، والقبول بالآخر، فكرياً وثقافياً وطائفياً ودينياً . تأسست الوزارة في فبراير 2016م وفقًا للبرنامج الوطني للتسامح، وهي من بنات أفكار حاكم دبي محمد بن راشد آل مكتوم. وشغلت الشيخة لبنى خالد القاسمي منصب الوزير الأول، حتى خلّفها نهيان بن مبارك آل نهيان في أكتوبر/تشرين الأول 2017م.
من أبرز القيم التي تعززها الوزارة :التنوع والتعددية ،الحوار والتعايش،حقوق الإنسان،التقارب والتواصل،االتسامح،الأمن والأمان ،السعادة والإيجابية ،الخير والعطاء والانتماء الوطني.

## البرنامج الوطني للتسامح

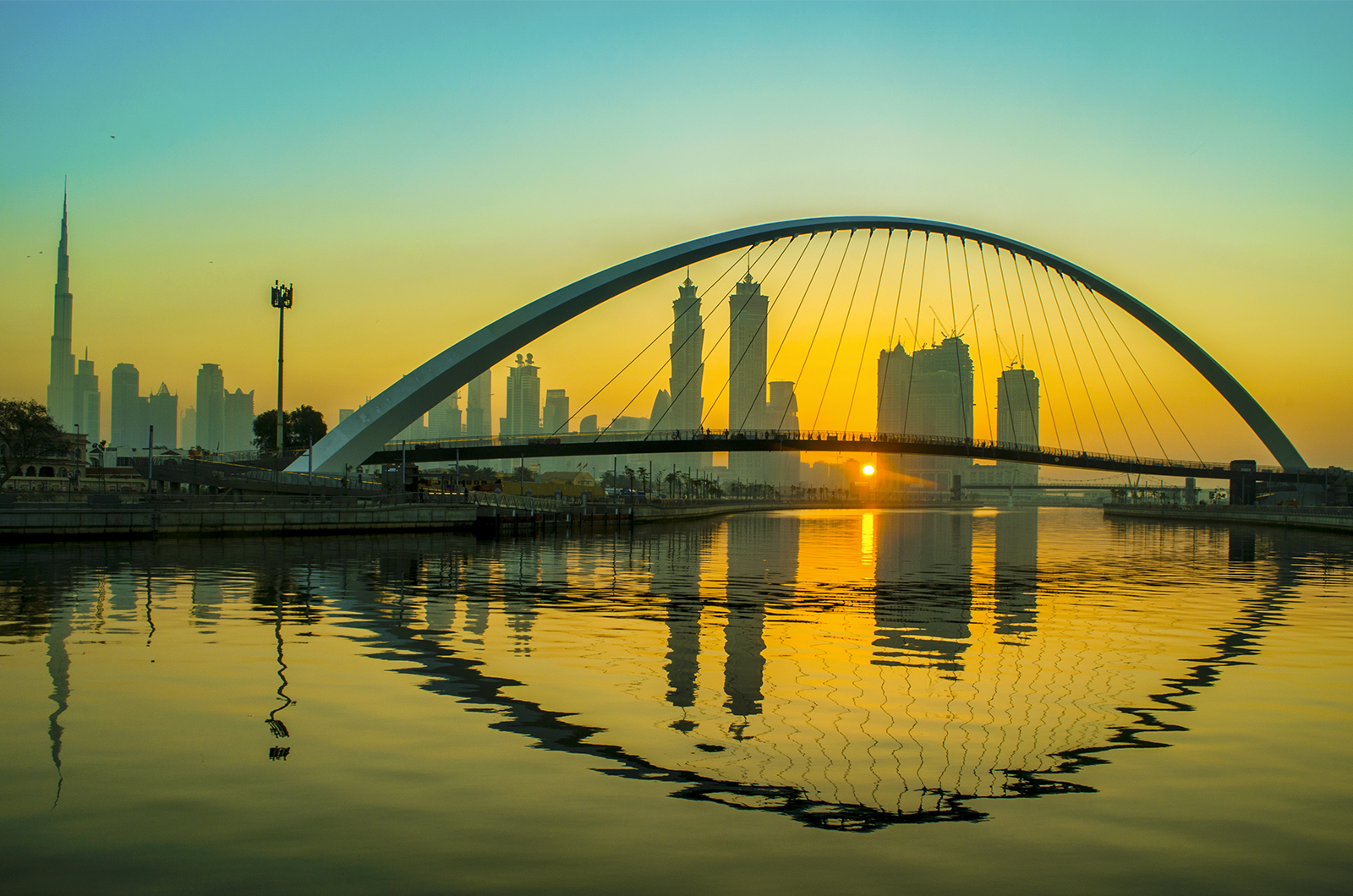
جسر التسامح على قناة دبي المائية

يرتكز البرنامج على أسس أبرزها:
- الإسلام
- الدستور الإماراتي
- إرث زايد والأخلاق الإماراتية
- المواثيق الدولية
- الآثار والتاريخ
- الفطرة الإنسانية
- القيم المشتركة

## المبادرات
من أبرز مبادرات الوزارة:
- تخصيص أسبوع للتسامح
- إنشاء مجلس المفكرين للتسامح
- مركز الإمارات للتسامح
- إطلاق برنامج المسؤولية التسامحية للمؤسسات
- الميثاق الإماراتي في التسامح والتعايش والسلام.

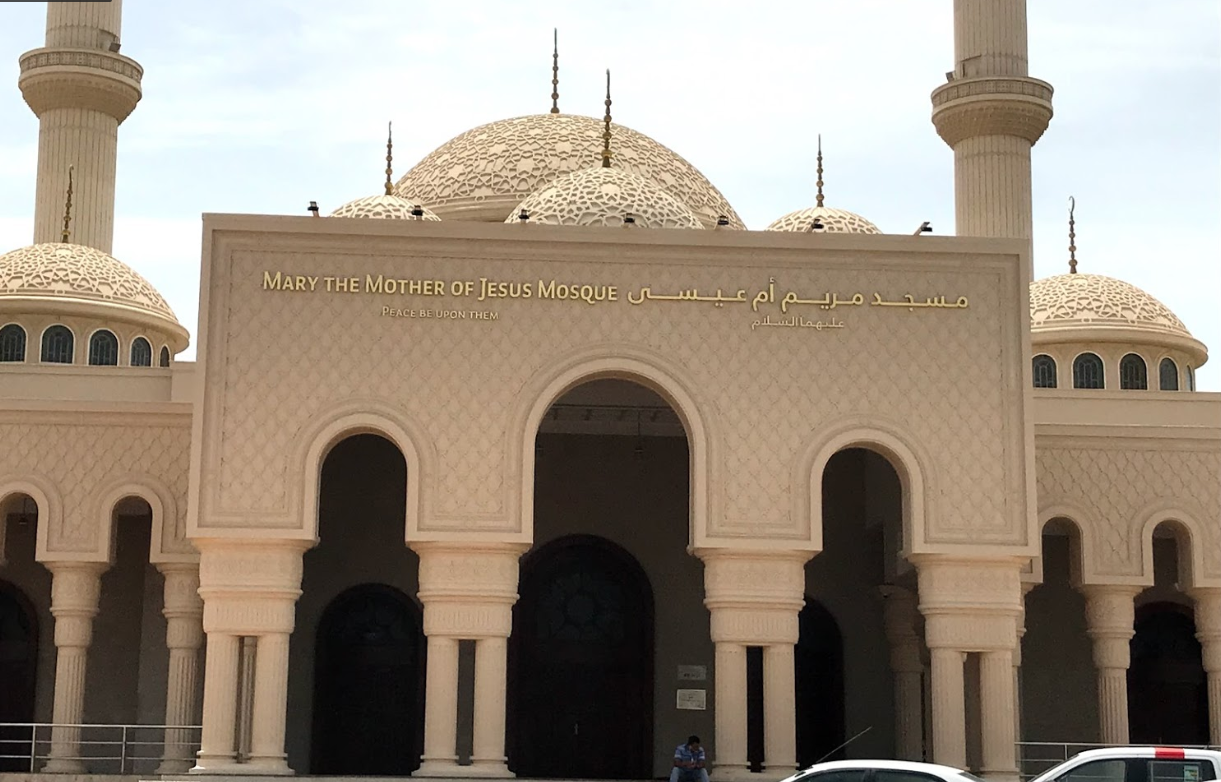
مسجد مريم أم عيسى

- المهرجان الوطني للتسامح “على نهج زايد” وهو مهرجان سنوي يهدف إلى التوعية بدور أهمية التسامح في الامارات [8]
- تعزيز الحرية الدينية عير وضع قوانين لترخيص وتأسيس وتنظيم دور العبادة [8]
- عام التسامح حيث أعلن الشيخ خليفة بن زايد آل نهيان أن عام 2019 هو عام التسامح[8]
- كأس الكريكت للتسامح وهي بطولة رياضيةهدفها بثّ رسالة التسامح والتعايش إلى الجميع، وخاصةً فئات العمّال [8]

- إطلاق برنامج «فرسان التسامح» لتعزيز قيم التعايش السلمي في المجتمع[9]

- إطلاق برنامج "فارسات التسامح"الذي يدعم دور المرأة الإماراتية في تعزيز التسامح والتعايش على مستوى المجتمع والأسرة[10]
- جسر التسامح بدبي حيث وجه الشيخ محمد بن راشد آل مكتوم، بتسمية أجمل جسر مشاة في إمارة دبي على القناة المائية الجديدة بجسر التسامح، وذلك لإبراز قيمة التسامح في دولة الإمارات التي تحتضن أكثر من 200 جنسية [11]
- مسجد مريم أم عيسى حيث وجه الشيخ محمد بن زايد آل نهيان بإطلاق اسم مريم أم عيسى على مسجد الشيخ محمد بن زايد في منطقه المشرف وذلك ترسيخا للصلات الإنسانية بين أتباع الديانات المختلفة.[12]

## وثيقة الأخوة الإنسانية
إعلان مشترك وقعه البابا فرنسيس من الكنيسة الكاثوليكية والإمام الأكبر شيخ الأزهر الشريف أحمد الطيب في الرابع من فبراير2019م في أبوظبي بالإمارات العربية المتحدة يشجع على السلام بين الناس في العالم وتشكل الوثيقة مخططًا لثقافة الحوار والتعاون بين الأديان.

## اليوم الدولي للأخوة الإنسانية
قدمت كل من الإمارات والسعودية والبحرين ومصر مبادرة بهدف جعل يوم الرابع من فبراير (يوم توقيع الوثيقة ) مناسبة سنوية للتشجيع على التسامح والوحدة بين البشر وقد اعتمدته الجمعية العامة للأمم المتحدة اليوم العالمي للأخوة الإنسانية

## جائزة الشيخ زايد للأخوة الإنسانية
تأسست جائزة زايد للأخوة الإنسانيّة عام 2019م أثناء القمة التي عقدت بين شيخ الأزهر وبابا الكنيسة الكاثوليكية في أبو ظبيو يتم منحها سنوياً للأشخاص أو المؤسسات التي تعمل على ترسيخ السلام والعيش المشترك حيث يمنح المكرمون جائزة مليون دولار

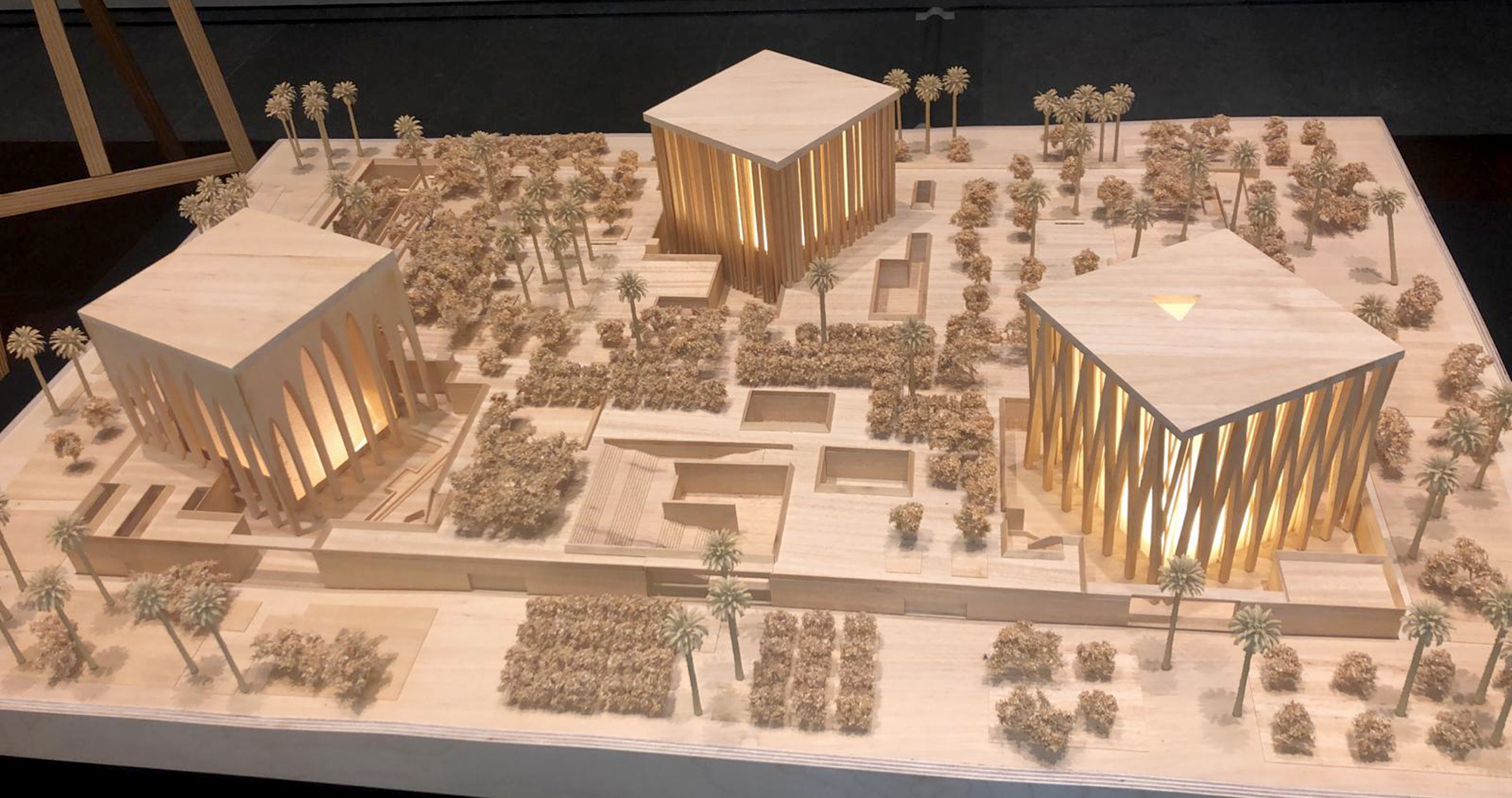
بيت العائلة الإبراهيمية

## بيت العائلة الإبراهيمية
مجمع متكامل في أبوظبي يضم مسجداً وكنيسة وكنيساً يهودياً، وهو منارة ثقافية ومعمارية تعكس التسامح والتعايش الإنساني الذي يمثل كل واحدة من الديانات الإبراهيمية ويعزز المجمع قيم وثيقة الأخوة الإنسانية 

## روابط خارجية
- وزارة التسامح والتعايش بدولة الإمارات العربية المتحدة
- محمد بن راشد آل مكتوم